# Kraichgauer Adeliges Damenstift

1917 abgerissenes Palais in Karlsruhe um 1900

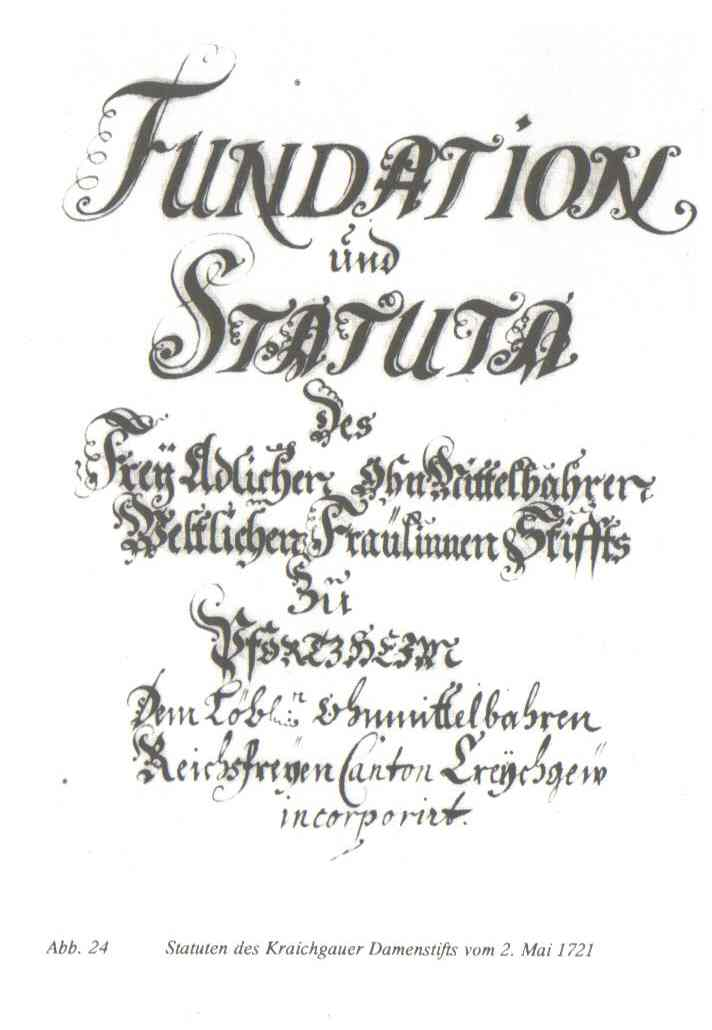
Titelblatt der Statuten des Kraichgauer Adeligen Damenstifts

Das Kayserliche Reichsfreye Adeliche Creichgauerischen Fräulein-Stifft, später in Kraichgauer Adeliges Damenstift umbenannt, wurde 1718 von Amalia Elisabeth von Mentzingen, geb. von Bettendorff, gegründet. In ihrem Testament verfügte sie, mit ihrem elterlichen Erbe adeligen evangelischen Fräulein aus dem Ritterkanton Kraichgau ein zurückgezogenes, aber standesgemäßes Leben zu ermöglichen, falls dies durch deren Familien nicht gewährleistet werden konnte.

## Geschichte
Amalia Elisabeth von Mentzingen verfügte am 12. August 1718 testamentarisch die Gründung eines weltlichen Stifts für bedürftige evangelische Fräulein aus Familien der Kraichgauer Ritterkantons. Der Ritterkanton Kraichgau (ursprüngliche Überlegungen bezogen auch den Ritterkanton Odenwald mit ein) wurde als Testamentvollstrecker eingesetzt, womit die Stiftung faktisch der Reichsritterschaft unterstellt war. Noch aus dem Mentzingenschen Testament ging das 1715 von der Familie von Mentzingen von den Herren von Helmstatt erworbene Hofgut in Bockschaft in die Stiftung ein, später folgte noch der Gröbernhof im Harmersbachtal. Zustiftungen der Familien von Venningen und von Bettendorf vergrößerten die Kapitalbasis des Stifts deutlich. Zusammen mit ihrem Mann kaufte die Stifterin 1720 vom Obristwachtmeister Peter de la Reintrie eine Villa am Schlossberg 11 im damals badischen Pforzheim. In diesem Haus nahm der Konvent, die Äbtissin und sechs Stiftsdamen, seinen Sitz.
Die Entscheidung, das Stift im badischen Pforzheim anzusiedeln, brachte reichlich markgräfliche Privilegien (Zollprivilegien, Steuerbefreiung etc.) für das Stift. Jedoch kam es hierdurch in der Folgezeit auch immer wieder zu Konflikten zwischen der Reichsritterschaft einerseits, die das Stift einem Landesherrn ausgeliefert sah, und den badischen Markgrafen andererseits, welche die rechtliche Hoheit auf ihrem Gebiet beanspruchten, insbesondere die Zuständigkeit des badischen Hofgerichts für das Stift. 
Am 7. November 1721 übernahm die erste Äbtissin, Rosina Susanna Catharina Philippina von Venningen, feierlich ihr Amt. 1722 wurde das benachbarte Gebäude Schlossberg 9 hinzu erworben. Später ergänzten Wirtschaftsgebäude das Ensemble. Am 29. Januar 1725 erhielt das Stift die kaiserliche Konfirmation als reichsunmittelbares, dem Ritterkanton Kraichgau inkorporiertes Adeliges Fräuleinstift und hatte somit den Rang eines Reichsfreiherrn.
Mit der Auflösung des Ritterkantons Kraichgau 1806 wurde ein Familienrat mit der Verwaltung des Stifts betraut, bestehend aus Mitgliedern der Familien des ehemaligen Ritterkantons Kraichgau. Diese Struktur besteht bis heute.
Nach einem vorteilhaften Grundstückstausch in Pforzheim 1835 zog der Konvent 1859 in ein stattliches Palais in der Langen Straße in Karlsruhe (heute Kaiserstraße 241, das Gebäude wurde jedoch 1917 abgerissen). 1871 wurde der gemeinsame Haushalt der Stiftsdamen aufgegeben, die Rechtsform als Konvent und Stiftung des öffentlichen Rechts wurde aber weitgehend beibehalten. Ab 1919 wurden Teile des Stiftsarchives in das Generallandesarchiv Karlsruhe verlegt.

## Das Damenstift heute
Das Stift besteht heute noch. Auch der Stiftungszweck besteht noch immer in der Unterstützung hilfsbedürftiger evangelischer Frauen, insbesondere alleinstehender oder verwitweter Angehöriger adeliger evangelischer Familien des ehemaligen Ritterkantons Kraichgau. Auch können gemeinnützigen Einrichtungen der Jugend- und Altenhilfe, Wohlfahrtspflege und Heimatkunde Zuwendungen gewährt werden. Das Stiftungsvermögen umfasste 1999 u. a. 257 ha Ackerfläche und 18 ha Wald. Einmal jährlich, meist um den 12. August (Testamentdatum), lädt das Stift seine Mitglieder zu einem Treffen zur Vorlage des Geschäftsberichtes mit Essen und Besichtigungen. Bevorzugt werden hierfür ehemalige Wirkstätten der Kraichgauer Reichsritter. Das Kraichgauer Adelige Damenstift gilt als die letzte verbliebene Institution der ehemaligen Kraichgauer Reichsritter.

## Liste der Äbtissinnen
- 1721–1738 Rosina Susanna Freiin von Venningen (bereits seit der Gründung 1718, jedoch am 7. November 1721 feierlich eingesetzt)
- 1733–1770 Dorothea Sybilla Freiin von Mentzingen
- 1770–1775 unbesetzt
- 1775–1802 Sophie Friederike Freiin von Holle
- 1802–1816 Auguste Elisabeth Freiin von Seckendorff
- 1816–1823 Christine Juliana Freiin von Gemmingen
- 1823–1844 Klara Henriette Freiin von Seckendorff
- 1844–1856 Karoline Freiin von Degenfeld
- 1856–1859 Jeanette Freiin von Neubronn
- 1859–1891 Marie Freiin von Mentzingen, † 1901
- 1901–1913 Oktavia von Stein-Nordheim
- 1913–1947 Johanna Karolina Augusta Freiin Wolfskeel von Reichenberg
- 1948–1951 Emma Freiin von Racknitz
- 1951–1981 Elfriede Freiin von Hügel
- 1981–1994 Marianne Gräfin Zedtwitz
- seit 1994 Gabriele Freifrau von Gemmingen-Guttenberg

Rosina Susanna von Venningen, erste Äbtissin des Damenstifts
Äbtissin Dorothea Sybilla von Mentzingen